# Krimpenerwaard College
Het Krimpenerwaard College is een school voor het voortgezet onderwijs (mavo, havo en vwo) in Krimpen aan den IJssel, in de Nederlandse provincie Zuid-Holland. 
Het Krimpenerwaard College is opgericht in 1993 na een fusie van de scholengemeenschap De Krimpenerwaard en de Diederik van Alkemade mavo, die in de volksmond bekendstond als de Puntjes-mavo wegens de vorm van het gebouw.

## Het gebouw

### 1993-2015
Het voormalige gebouw aan de Driekamp 4 had twee verdiepingen en bestond uit zeven vleugels, A tot en met G, met in elke vleugel genummerde lokalen (A1, A2, etc.). De A-vleugel was vooral bedoeld voor de vakken Nederlands, Engels en aardrijkskunde, de B-vleugel voor economie, management & organisatie, maatschappijleer, geschiedenis, klassieke talen en wiskunde. Tevens bevonden zich hier de ruimte voor de afdelingsleiders van de bovenbouw en een zelfstudieruimte. In de C-vleugel bevonden zich twee gymzalen, een collegezaal en wiskundelokalen, in de D-vleugel werden de vakken scheikunde, biologie, verzorging, techniek, handvaardigheid en natuurkunde gegeven. In de E-vleugel waren twee computerlokalen en een muzieklokaal te vinden. De F-vleugel, gebouwd in 2003, had twee tekenlokalen (ook voor CKV) en een aantal lokalen waar Frans gegeven werd. De G-vleugel bestond uit acht noodlokalen, gebouwd enkele jaren na de F-vleugel, aangesloten aan de A-vleugel. Hier werden vooral Duits en andere talen gegeven. In totaal had de school 47 volwaardige lokalen, exclusief gymzalen en collegezaal. Daarnaast werden ook de gymzalen van de Oude mavo gebruikt voor gymlessen. 
De school had een aula waar in de pauze geluncht werd en waar schoolfeesten, musicals, presentaties, ouderavonden en diploma-uitreikingen gehouden werden. Tevens kon men hiervandaan bij de administratie, conciërgeruimte, mediatheek en garderobe komen. In de aula bevond zich een bar waar in de pauzes broodjes gekocht kunnen worden. Daarnaast stonden er ook automaten waar leerlingen koek, snoep en blikjes fris kunnen kopen.
Ook had de school een mediatheek waar leerlingen zelf konden studeren, met of zonder computer. Naast lesboeken waren er in de mediatheek informatieve boeken en literatuurboeken te vinden. Daarnaast konden leerlingen hier de krant en verschillende tijdschriften lezen en gebruikmaken van het kopieerapparaat, de scanner en een printer.
De eindexamens (maar regelmatig ook schoolexamens) werden in de gymzalen en collegezaal gehouden. Tevens had de school een aantal lokalen waartussen een schuifwand is geplaatst (C7 en C8, F2 en F3). Twee lokalen konden zo samengevoegd worden, zodat hier bijvoorbeeld ook luistertoetsen gehouden konden worden.

### 2015-heden
In 2015 is aan de Groene Wetering 1 een geheel nieuw schoolgebouw in gebruik genomen, ontworpen door architectenbureau DP6. Het nieuwe pand heeft drie verdiepingen en staat enkele tientallen meters verderop, op een voormalig grasveld waar voorheen ook gebruik van werd gemaakt tijdens gymlessen. 
Het oude gebouw is volledig gesloopt en op deze locatie zijn sportvelden aangelegd.
Het nieuwe gebouw heeft drie verdiepingen. Elke afdeling heeft zijn eigen leerlingdomein, een zgn. thuishaven. De school heeft in de centrale hal een grote bibliotheek die beheerd wordt door Bibliotheek aan den IJssel. De drie gymzalen bevinden zich op de eerste verdieping en worden gedeeld met de Krimpense korfbalvereniging KOAG. Ook de sportvelden worden met KOAG gedeeld. 
De school heeft haar dak beschikbaar gesteld aan energiecoöperatie Krimpen Energiek, die daar ruim 500 zonnepanelen heeft laten installeren. Het zonnedak werd in september 2022 officieel in gebruik genomen door de voorzitter van Energiek Krimpen Jan Herman Koster, de Krimpense wethouder van onderwijs en duurzaamheid Wubbo Tempel en de rector-bestuurder van de school Arjan van der Wart.

## Bekende oud-leerlingen
- Hans van Baalen, VVD-politicus
- Giovanni van Bronckhorst, voetballer, trainer
- Erland Galjaard, programmadirecteur RTL Nederland
- Oliver Heldens, DJ, muziekproducent
- Victoria Koblenko, actrice, presentatrice, columnist
- Paul de Leeuw, komiek/zanger, presentator
- Vicky Maeijer, PVV-politica, voormalig staatssecretaris voor langdurige en maatschappelijke zorg
- Antoinnette Scheulderman, journalist
- Tim Versnel, VVD-politicus
- Tonio van Vugt, striptekenaar
- Dominique Weesie, journalist, oprichter GeenStijl, voorzitter en oprichter PowNed
- Chantal Zeegers, D66-politica